# Aleksei Xumakov
Aleksei Xumakov   (Potxet, 7 de setembre de 1948) és un lluitador rus, especialista en lluita grecoromana, que va competir sota bandera de la Unió Soviètica durant la dècada de 1970.
El 1976 va prendre part en els Jocs Olímpics d'Estiu de Mont-real, on guanyà la medalla d'or en la categoria del pes minimosca del programa de lluita.
En el seu palmarès també destaquen dues medalles d'or i dues de plata al Campionat del món de lluita de 1977, 1978 i 1979 respectivament, i dues de plata i una d'or al Campionat d'Europa de lluita de 1974, 1975 i 1976 respectivament. El 1972 es proclamà campió de la URSS i a les Universíades de 1973 guanyà la medalla de plata.